# Широкая сосна
Широкая сосна (нем. Breite Föhre) — бывшая достопримечательность Венского Леса на горе Аннингер возле Мёдлинга. В течение веков привлекала внимание как местных жителей, так и ряда известных деятелей австрийской и немецкой культуры. Дерево вида сосна черная дожило до 450-летнего возраста.

## История
Сосна росла на северной части Аннингера на высоте 379 м, возле дорожки Anningerstraße. Адольф Шмидль упоминает ее в 1839 году в своем путеводителе по окрестностям Вены (Wien's Umgebungen auf zwanzig Stunden im Umkreise) как импозантное дерево и популярную цель для прогулок. К тому моменту оно уже было повреждено, вероятно злонамеренно: ствол был глубоко выжжен. Подробное описание в 1881 году дал Артур Зекендорф-Гудент в своей работе Beiträge zur Kenntniss der Schwarzföhre:

Форма Широкой сосны является необычной для сосны черной. Ее полная высота составляет 11 м, крона начинается на 5 м, максимальная ширина кроны — 19 м, минимальная — 16 м. Ствол до высоты 2,5 м сильно поврежден: на высоте 1,3 м сохранилось только 50 см древесины с одной стороны и 25 см с другой. Диаметр дерева составляет 1,1 м.
Оригинальный текст (нем.)
Die breite Föhre ist, was Form anbelangt, wohl eine der merkwürdigsten Schwarzföhren. Ihre Scheitelhöhe beträgt 11 M., die Krone beginnt bei 5 M., die grösste Breite der Krone ist 19. M., die kleinste 16 M. Der Schaft ist bis zu einer Höhe von 2,5 M. stark beschädigt und besitzt derselbe in Folge dieser Beschädigung in 1,3 M. Höhe auf der einen Seite nur 50 Cm., auf der anderen nur 25 Cm. Holzstärke. Der Durchmesser des Baumes beträgt 1,1 M.

Считается, что эту достопримечательность посещали композиторы Людвиг ван Бетховен, Франц Шуберт, Хуго Вольф, Арнольд Шёнберг, Антон Веберн, художники Мориц фон Швинд, Фердинанд Вальдмюллер, Густав Климт, Эгон Шиле, писатель Франц Грильпарцер. Немецкий художник, график и литограф Людвиг Фердинанд Шнорр фон Карольсфельд в 1838 году написал картину «Широкая сосна у Брюля», сегодня находящуюся в коллекции Бельведера.
В 1988 году дерево умерло, и в 1997 было спилено в целях безопасности. Ствол сосны сохранился, и с ноября 2002 года выставлен в Музее Нижней Австрии. Исследования годичных колец на срезе, полученном Музеем Мёдлинга, показали, что дерево начало расти в 1542 году, так что его возраст составлял примерно 450 лет. До этого, оценки возраста достигали даже 700 лет. На бывшем месте сосны, рядом с оставшимся пнем, в 2000 году от города Мёдлинг установлен памятник. Поклонный крест, который виден на старых фотографиях, также был возвращен на свое место в 2004. Одно из соседних деревьев, с оценочным возрастом около 200 лет, в 2005 году было поименованно Новой Широкой сосной. Немного ниже по дорожке стоит и Малая Широкая сосна примерно такого же возраста, с кроной, напоминающей по форме гриб.
- Картина Людвига Фердинанда Шнорра фон Каронсфельда
- Ствол в Музее Нижней Австрии
- Поклонный крест (2005 год)